# Locke & Key (fumetto)
Locke & Key è una serie a fumetti fantasy horror statunitense scritta da Joe Hill ed illustrata da Gabriel Rodríguez. Pubblicata dalla IDW Publishing tra il 2008 e il 2013, la serie ruota intorno alle avventure dei fratelli Locke, al seguito di una tragica perdita, una volta trasferitisi nella casa d'infanzia paterna, nella quale sono nascoste delle misteriose chiavi magiche. L'edizione italiana è stata curata da Magic Press Edizioni. La serie conta in totale 6 volumi: Benvenuti a Lovecraft (2008), Giochi mentali (2009), La corona delle ombre (2009-2010), Le chiavi del regno (2010-2011), Ingranaggi (2011-2012) e Alpha & Omega (2012-2013).

## Trama

### Volume 1:Benvenuti a Lovecraft
In seguito alla tragica morte del padre Rendell, avvenuta per mano dello studente Sam Lasser, la famiglia Locke, composta dalla madre Nina e dai figli Tyler, Kinsey e il piccolo Bode, si trasferisce a Lovecraft, città d'infanzia di Rendell, presso la monumentale casa di famiglia del padre, la Key House, su permesso e consiglio di Duncan, fratello di Rendell. Alle prese con una nuova realtà, i Locke devono però fare i conti con il tragico evento che solo poche settimane prima ha completamente cambiato le loro vite: Tyler convive con un forte senso di colpa per il rapporto spesso conflittuale che aveva con il padre e soprattutto per essere stato lui, seppur in un momento di rabbia, a manifestare a Sam, di cui era amico, il desiderio di vedere il padre morto; Kinsey, d'altra parte, vivendo ancora il trauma dell'assassinio del genitore ma soprattutto per la paura che provò in quegli istanti, mentre proteggeva Bode evitando che urlasse, si è chiusa in sé stessa, rinunciando al suo stile punk e ai suoi anelli, e fatica a socializzare con chiunque, anche con chi sembrerebbe volerle essere amico; il piccolo Bode, invece, forse per via della piccola età, sembra essere del tutto preso dall'esplorare l'enorme dimora di famiglia, dilettandosi a giocare e a rinvenire cianfrusaglie. È così che il piccolo rinviene una strana chiave, la quale, se inserita nella serratura della porta che dal salone porta all'esterno, gli permette di trasformarsi in un fantasma, girovagando per la Key House ed osservando i fratelli nei loro momenti di sconforto. Per cercare di alleviare le loro sofferenze, Bode tenta di renderli partecipi della sua scoperta ma i fratelli puntualmente lo respingono. In un momento di solitudine, il bambino viene così attratto da una voce femminile proveniente dalla casupola del pozzo presente nel giardino della Key House e scopre così che in fondo al pozzo alberga qualcuno che dice di essere la sua eco, ma il bambino, spaventato, fugge. Più tardi, nella notte, sorpreso da un incubo, Bode si tramuta nuovamente in fantasma e, scendendo nel pozzo, scopre che in fondo al pozzo vi è effettivamente una donna molto affascinante, la quale, per qualche strana regione, riesce a comunicare con Sam Lasser, recluso in prigione, rivelando di aver stretto con egli un patto per cui presto lo aiuterà a fuggire. Solo e respinto dai fratelli, Bode comincia a visitare più volte la casa del pozzo stringendo amicizia con Eco, la quale è anche l'unica a credergli riguardo la chiave che ha trovato, rivelandogli che all'interno della casa vi sono tantissime chiavi magiche nascoste ma che una tra queste, la Chiave di Ognidove, le consentirebbe di evadere dal pozzo. Bode le consegna quindi delle forbici e uno specchio, che rivela un volto demoniaco, ma Eco riesce a farle recapitare, tramite il sistema delle tubature, a Sam Lasser che li utilizza per evadere di prigione. La famiglia Locke è scioccata dall'apprendere che l'assassino del padre è scappato e che potrebbe tornare per cercare vendetta, ignari che, effettivamente, Sam, sia guidato da Eco verso Lovecraft per completare la sua missione, compiendo una strage lungo il suo tragitto.
Attraverso un flashback, si scopre di più sul passato di Sam: egli era uno studente modello che sognava di andare al college ma costantemente maltrattato dalla sua famiglia, che lo considerava una nullità a tal punto da non considerare minimamente le sue ambizioni, tanto che, alla fine, Sam aveva sviluppato una forte sociopatia che lo portava a voler uccidere i suoi genitori. Per questo, il suo unico punto di riferimento era Rendell Locke, il suo consulente scolastico, che considerava come una vera e propria figura paterna. Tuttavia, un giorno, dopo aver assistito all'ennesima sfuriata tra Rendell e suo figlio Tyler, Sam era stato informato da Rendell che egli non avrebbe potuto scrivergli una lettera di raccomandazione per il college ma il ragazzo, rimasto solo, aveva visto nell'immagine di Key House affissa alla parete dell'ufficio di Rendell una donna (ovvero Eco), all'interno della casupola del pozzo, chiedergli aiuto ed invitandolo a leggere la sua cartella dove, per l'appunto, si leggeva che Rendell fosse consapevole dello squilibrio mentale di Sam, anche grazie a ciò che Tyler gli riferiva. Sam aveva stretto così un patto con Eco, dovendo recuperare da Rendell per conto della donna due chiavi, la Chiave di Ognidove e una non specificata chiave nera in cambio di una vita migliore, ma difronte al rifiuto di Rendell, il quale non aveva alcun ricordo di tali chiavi, aveva deciso deliberatamente di ucciderlo, anche per ciò che Tyler gli aveva confessato.
Sam Lasser giunge a Key House e riesce a mettere K.O. Kinsey e a rinchiudere Nina e Duncan all'interno dello scantinato, per poi avere il suo faccia a faccia con Tyler. Bode, nel frattempo, preso dal ricordo di una barzelletta toc-toc del padre Rendell, dopo aver parlato con lo zio Duncan si rende conto che si tratta di una barzelletta sull'eco. Avendo capito che la donna in fondo al pozzo non può essere la sua eco e che, in qualche modo, ha mentito, Bode confessa alla donna che non andrà più a trovarla ma l'essere lo assale improvvisamente, rivelando la sua vera natura maligna. Eco rivela a Bode della presenza di Sam all'interno della casa e che se vuole che lei lo fermi dovrà consegnarle la Chiave di Ognidove: il bambino, trasformatosi in fantasma, cerca di trovare disperatamente la chiave e finisce con il rendersi conto che essa è incastonata all'interno del bracciale di Kinsey. Consegnata ad Eco la chiave, la donna ringrazia Bode per il servizio e usa il potere della chiave, che consente di raggiungere qualsiasi luogo, per evadere dalla casa del pozzo: raggiunto l'interno della Key House, utilizza un'altra chiave per cambiare il proprio sesso, rivelando di essere in realtà un uomo. Nel frattempo, in seguito ad una colluttazione con Sam, Tyler finisce con il trasformarsi erroneamente in un fantasma ma torna in vita poco prima che Sam uccida Kinsey, la quale gli spara, obbligandolo alla fuga. Sam, morente, viene così raggiunto da Eco, il quale, inaspettatamente, lo uccide, per poi gettarne il cadavere proprio al di fuori della porta legata alla Chiave Fantasma. La polizia raggiunge il posto e archivia la morte di Sam come un incidente, mentre il suo fantasma guarda con malinconia i Locke stringersi insieme. Grazie al potere della Chiave di Ognidove, Eco fugge e, inaspettatamente, si reca da Ellie Whedon, l'insegnante di atletica di Kinsey, la quale sembra sconvolta nel riconoscerlo.
Due settimane dopo, mentre Kinsey rinnova le sue perplessità a Bode riguardo l'esistenza delle chiavi magiche, Tyler presenta ai fratelli il suo nuovo amico Zack Wells, nipote di Ellie, in realtà Eco sotto false sembianze. Mentre i grandi si allontanano, Bode pesca casualmente dalla fontana una nuova chiave, che presenta la forma di una testa.

## Le Chiavi
Durante la storia narrata nei sei volumi totali di Locke & Key, appaiono diverse chiavi magiche dotate dei poteri più disparati. Ecco un elenco delle chiavi nell’ordine di apparizione: 
- Chiave Fantasma:
- Chiave di Ognidove:
- Chiave Cambiasesso:
- Chiave Apritesta:
- Chiave dell’Eco:
- Chiave delle Ombre:
- Chiave Gigante:
- Chiave Omega:
- Chiave Animale:
- Chiave Cambiapelle:
- Chiave Arlecchino:
- Chiave del Filosofoscopio:
- Chiave Angelo:
- Chiave Ercole:
- Chiave del Carillon:
- Chiave Sfasatempo: